# 덴도시
덴도시(일본어: 天童市)는 일본 야마가타현 동부에 있는 시이다. 장기말과 온천의 도시로 알려져 있지만, 최근에는 야마가타시의 베드타운으로 발전하고 있다.

## 지리
미다레가와 선상지와 다치야가와 선상지의 거의 중간에 위치하고 시 전체가 야마가타 분지의 중앙 부근에 위치하기 때문에 전반적으로 평탄하다. 동부는 오우산맥과 가깝기 때문에 구릉과 산지가 차지하고 산간부의 취락도 여럿 존재한다. 서부는 논이 차지했지만 최근에는 신흥 주택지가 들어섰다. 미다레가와·다치야가와는 시의 자연 경계를 이루고 이러한 하천에 의해 히가시네시·야마가타시와 접한다. 서부는 모가미강을 경계로 사가에시와 접한다. 연중 기후는 온난하고 겨울 강설량도 적다.
시의 거의 중심부를 남북으로 JR과 국도 13호선이 지난다. 시가지는 그러한 교통 동맥의 사이에 있다. 또 중심부를 지나는 국도 13호선에서 센다이 방면으로 향하는 국도 48호선이 분기해 동부에서 세키야마 고개를 경유해 미야기현에 도달한다. 또한 야마가타 자동차도, 야마가타 공항 등도 근처 교통편으로 이용할 수 있다.
중심 시가지의 약간 남부에 마이즈루산이 있어 시역을 남북으로 나눈다. 마이즈루산은 덴도성의 성지이기도 해 정상에서는 매년 4월 하순에 프로 기사가 인간이 분장하는 말로 장기를 두는 인간 장기를 하고 있다. 또 마이즈루산 주변에는 사토 지야코 기념관 등 역사적인 건축물이 남아 있다. 덴도역에서 도보 10분 정도의 거리에 덴도 온천 마을이 있다.
야마가타현에서 유명한 절인 야마데라(山寺)와 가깝고 야마가타현 중앙부와 가까운 위치 덕분에 야마가타현 관광의 거점으로 여겨져 온천 마을을 핵심으로 한 관광 도시의 성격이 강했다. 그러나 최근에는 택지화가 진행되어 야마가타시 북쪽의 베드타운으로 기능해 야마가타 도시권의 일부를 형성하며 인구 증가 기조를 유지하고 있다. 국도 48호선을 통해 센다이시와의 교통이 편리해 센다이 도시권에서 찾아오는 관광객이 많으며 북쪽 히가시네 도시권과의 관계도 깊다.

## 역사
- 1831년 - 덴도에 오다씨가 입성해 덴도번이 성립하였다.
- 1878년 - 히가시무라야마군이 놓였고 이듬해 덴도촌에 히가시무라야마군청이 세워졌다.
- 1882년 4월 27일 - 히가시무라야마군 덴도촌, 오이노모리촌, 구노모토촌, 기타메촌이 합병해 덴도정이 탄생하였다.
- 1889년 4월 1일 - 히가시무라야마군 나류촌, 구라조촌, 쓰야마촌, 데라즈촌, 기타무라야마군 야마구치촌, 다무기노촌이 탄생하였다.
- 1901년 8월 23일 - 덴도역이 개업하였다.
- 1954년 10월 1일 - 히가시무라야마군 덴도정, 나류촌, 구라조촌, 쓰야마촌, 데라즈촌, 기타무라야마군 야마구치촌, 다무기노촌이 합병해 덴도정이 되었다.
- 1958년 10월 1일 - 히가시무라야마군 덴도정이 시로 승격하여 덴도시가 되었다.
- 1962년 10월 20일 - 히가시무라야마군 도요사카에촌을 편입하였다.
- 1999년 12월 4일 - 야마가타 신칸센이 개통하였다.

## 교통

### 철도
- 동일본 여객철도
  - 오우 본선(야마가타선)
  - 오우 본선(야마가타 신칸센)

### 도로
- 도호쿠 중앙 자동차도
- 국도 13호선
- 국도 48호선

## 인구
| 연도 | 인구   | ±%     |
| ---- | ------ | ------ |
| 1960 | 44,521 | —      |
| 1970 | 44,758 | +0.5%  |
| 1980 | 52,597 | +17.5% |
| 1990 | 57,339 | +9.0%  |
| 2000 | 63,231 | +10.3% |
| 2010 | 62,214 | −1.6%  |
| 2020 | 62,140 | −0.1%  |

|                                            | |
| 덴도시의 전국의 연령별 인구 분포（2005년） | 덴도시의 연령·남녀별 인구 분포（2005년）                                                                                  |
| ■자주색 ― 덴도시 ■녹색 ― 일본전국          | ■파랑색 ― 남자 ■빨간색 ― 여자                                                                                             |
| · 덴도시（에 해당되는 지역）의 인구추이    | |
| 일본 총무성 통계국 국세조사 결과           | |
|                                            | 이 그래프는 더 이상 지원되지 않는 레거시 그래프 확장 기능을 사용하고 있습니다. 새로운 차트 확장 기능으로 변환해야 합니다. |

## 자매 도시
- 일본 이바라키현 쓰치우라시
- 일본 홋카이도 아바시리시
- 일본 미야기현 다가조시
- 이탈리아 베네토주 마로스티카
- 뉴질랜드 말버러 지방 블레넘
- 중화인민공화국 랴오닝성 와팡뎬시